# Mitromica jeancateae
Mitromica jeancateae is een slakkensoort uit de familie van de Costellariidae. De wetenschappelijke naam van de soort is voor het eerst geldig gepubliceerd in 1969 door Sphon.